# 鄭藻如
鄭藻如（1827年—1894年），字志翔，號豫軒、玉軒，廣東省廣州府香山縣（今廣東省中山市）人，清朝政治人物。

## 经历
咸豐元年（1851年），鄭藻如乡试中举，随后被调遣供職于上海機器局事務。光緒年間，调任直隸津海關道。光緒七年（1881年），受命擔任出使美國、日斯巴尼亚国、秘鲁欽差大臣。后任內閣侍讀學士、鴻臚寺卿。光緒十年（1884年），任通政使司副使，次年改光祿寺卿。

### 脚注
1. 1 2  軍機處檔摺件 ,111302號，清代宮中檔奏摺及軍機處檔摺件 的存檔，存档日期2014-07-30.（需付費） - 國立故宮博物院
2. 1 2  軍機處檔摺件 ,118978號；119848號；123003號
3. 1 2  軍機處檔摺件 ,118978號；119848號
4. 1 2  軍機處檔摺件 ,128907號
5. 1 2  軍機處檔摺件 ,128478號
6. 1 2  軍機處檔摺件 ,128478號
7. 1 2  清代職官年表 ,2冊 ,1321， （页面存档备份，存于）
8. 1 2  清季職官表附人物錄 ,906

| 官衔          | 官衔                                                 | 官衔          |
| ------------- | ---------------------------------------------------- | ------------- |
| 前任： 陈兰彬 | 出使美国钦差大臣 1881年6月24日-1885年7月27日         | 繼任： 張蔭桓 |
| 前任： 陈兰彬 | 出使秘鲁国钦差大臣 1881年6月24日-1885年7月26日       | 繼任： 张荫桓 |
| 前任： 陈兰彬 | 出使日斯巴尼亚国钦差大臣 1881年6月24日-1885年7月26日 | 繼任： 张荫桓 |